# Финтинеле (Бістріца-Несеуд)
Финтинеле (рум. Fântânele) — село у повіті Бистриця-Несеуд в Румунії. Входить до складу комуни Матей.
Село розташоване на відстані 312 км на північний захід від Бухареста, 27 км на південний захід від Бистриці, 54 км на схід від Клуж-Напоки.

## Населення
За даними перепису населення 2002 року у селі проживали 647 осіб.
Національний склад населення села:
| Національність | Кількість осіб | Відсоток |
| -------------- | -------------- | -------- |
| угорці         | 428            | 66,2%    |
| румуни         | 218            | 33,7%    |

Рідною мовою назвали:
| Мова      | Кількість осіб | Відсоток |
| --------- | -------------- | -------- |
| угорська  | 426            | 65,8%    |
| румунська | 220            | 34,0%    |